# Lijst van beklimmingen in de E3 Harelbeke
De lijst van beklimmingen in de E3-Prijs Harelbeke geeft een overzicht van heuvels die onderdeel zijn (geweest) van het parcours van de wielerklassieker E3-Prijs Harelbeke.

## B
- Berg ten Houte
- Berg ten Stene
- Boigneberg

## E
- Eikenberg
- Ellestraat

## H
- Hemelberg
- Hoppeberg
- Hotondberg

## K
- Kanarieberg
- Kapelberg
- Karnemelkbeekstraat
- Kattenberg
- Kluisberg
- Knokteberg
- Kortekeer
- Kruisberg

## L
- Leberg

## M
- Muur van Geraardsbergen

## O
- Oude Kruisberg
- Oude Kwaremont

## P
- Paterberg
- Pottelberg

## R
- Rotelenberg

## S
- Stationsberg

## T
- Taaienberg
- Tiegemberg

## V
- Varent

1958 · 1959 · 1960 · 1961 · 1962 · 1963 · 1964 · 1965 · 1966 · 1967 · 1968 · 1969 · 1970 · 1971 · 1972 · 1973 · 1974 · 1975 · 1976 · 1977 · 1978 · 1979 · 1980 · 1981 · 1982 · 1983 · 1984 · 1985 · 1986 · 1987 · 1988 · 1989 · 1990 · 1991 · 1992 · 1993 · 1994 · 1995 · 1996 · 1997 · 1998 · 1999 · 2000 · 2001 · 2002 · 2003 · 2004 · 2005 · 2006 · 2007 · 2008 · 2009 · 2010 · 2011 · 2012 · 2013 · 2014 · 2015 · 2016 · 2017 · 2018 · 2019 · 2020 · 2021 · 2022 · 2023 · 2024

Lijst van beklimmingen